# 잉겔핑거 규칙
잉겔핑거 규칙(Ingelfinger rule)은 학자들이 논문을 학술지에 발표하기 전에 언론을 통해 미리 발표하는 것을 막는 규칙이다. 이 규칙은 또한 다른 학술지에 발표된 바 있는 논문의 중복 게재를 금지하고 있다.
이 규칙은 뉴잉글랜드의학저널(New England Journal of Medicine)의 편집자였던 프란츠 잉겔핑거(Franz J. Ingelfinger)에 의해 1969년에 처음 도입되었다. 이 규칙의 목적은 뉴잉글랜드의학저널에 실리는 논문의 독창성을 유지하기 위한 것이었다.

#### 잉겔핑거 규칙에 대한 옹호
잉겔핑거 규칙의 긍정적인 면은 다음 네 가지로 설명될 수 있다.
첫째, 의학저널에서 시작된 이 규칙은 공중 보건 자체에 도움이 된다.
- 둘째, 이 규칙을 통해 논문 심사 및 인증 체계가 보호를 받을 수 있다.
- 셋째, 학술지(또는 저자)의 기득권과 권한이 보호받을 수 있다.
- 넷째, 학술지가 독창적인 연구 결과를 실을 수 있게 됨으로써 학술지 독자들을 안정적으로 확보할 수 있고, 이에 따른 수익이 보호된다.

#### 잉겔핑거 규칙에 대한 비판
잉겔핑거 규칙의 긍정적인 측면에도 불구하고, 다음과 같은 비판이 있다.
- 첫째, 이 규칙이 잘못된 가정에 근거하고 있다는 것이다. 동료검증과정을 거친 논문들(peer-reviewed studies)이 그렇지 않은 것보다 과학적으로 더욱 믿을만하다는(validity) 것은 근거가 불분명하다.
- 둘째, 많은 의학·과학적 연구가 대중의 세금에서 기인한 연구비를 이용해 이뤄진다. 따라서 대중에게 먼저 공개된다는 것은 아무 문제가 없고, 동료검증과정을 반드시 사전에 거쳐야만 하는 것은 아니라는 주장이다.
- 셋째, 이 규칙에 따라 연구결과가 연구 의뢰기관에 제공되는 것이 늦춰질 수 있다. 즉, 동료검증과정을 거치는 시간만큼 일반에게 자료 제공이 늦춰지는 것이다.
- 넷째, 이 규칙은 연구자들의 기자들에 대한 불신을 가중시켜 둘 사이의 효과적인 상호작용을 방해할 수 있다.

마지막으로, 이 규칙의 중요성을 의학저널에서 인정하더라도 다른 일반적인 과학저널에서는 인정할 필요가 없다.

## 같이 보기
- 뉴스 엠바고
- 네트워크 효과